# Corrientes (prowincja)
Corrientes – jedna z prowincji Argentyny, położona w północno-wschodniej części kraju, na obszarze Międzyrzecza. Graniczy z  (od północy, zgodnie z ruchem wskazówek zegara): Paragwajem, prowincją Misiones, Brazylią, Urugwajem oraz prowincjami Entre Rios, Santa Fe i Chaco.

## Historia
Przed przybyciem Hiszpanów na większości obszaru obecnej prowincji Corrientes żył lud Guarani. Miasto Corrientes założył w 1589 Juan Torres de Vera y Aragón jako przystanek w połowie drogi między Asunción a Buenos Aires, miasto rozwijało się dzięki położeniu przy tej trasie. Następnie Jezuici podjęli się działalności ewangelizacyjnej na terenie obecnego Corrientes.
W czasach walk o niezależność od Hiszpanii, Corrientes przyłączyło się do Liga de los Pueblos Libres (1814–1820) José Gervasio Artigasa. Atak wojsk paragwajskich na Corrientes stał się początkiem wojny paragwajskiej, w której prócz Paragwaju wzięły udział Argentyna, Brazylia i Urugwaj.
W roku 1819 założono uniwersytet Universidad Nacional del Litoral, który przemianowano w 1956 na Universidad Nacional del Nordeste (Uniwersytet Narodowy Północnego Wschodu).

## Kultura
Kultura w Corrientes w większości wywodzi się z kultury europejskiej, jednakże posiada i własne odmienności: muzyka i taniec chamamé, tradycje ludu Guaraní, a także jest jedynym znaczącym poza Buenos Aires ośrodkiem kultury pochodzenia afrykańskiego. Czarnoskóra ludność obchodzi tu święta, zwłaszcza w karnawale, najbardziej chyba kolorowe w całej Argentynie.
Słynnymi bohaterami walk o niepodległość byli tu correntinos, generał José de San Martín (ur. 1778 w Yapeyú), oraz Juan Bautista Cabral (urodzony w Saladas), który, jak głosi ludowa legenda, oddał życie za generała w bitwie pod San Lorenzo.
Miejscami popularnymi wśród turystów są tu moczary Iberá oraz Park Narodowy Mburucuyá.
28 września 2004 prowincja Corrientes uznała język guaraní za urzędowy, na równi z językiem hiszpańskim.

## Geografia i klimat
Leżąc na obszarze Międzyrzecza prowincja Corrientes znajduje się w strefie klimatu podzwrotnikowego, z ulewnymi deszczami i wysokimi temperaturami o niewielkich wahaniach, zarówno rocznych jak i dobowych. Jedynie w południowej części prowincji klimat jest nieco łagodniejszy, z powodu wpływu umiarkowanego klimatu równin argentyńskiej pampy.  
Corrientes należy do dorzecza dwóch rzek: Urugwaju na wschodzie, oraz Parany na północnym wschodzie. Rzeki te wyznaczają granice prowincji. Niskie brzegi Parany powodują, że rzeka często wylewa, powodując powodzie. Po szczególnie dużej powodzi z 1982 roku, rozpoczęto w prowincji budowę wałów przeciwpowodziowych.
Prowincja Corrientes jest w większości równinna, z najwyższym wzniesieniem na wschodzie. Teren stopniowo opada ku zachodowi, ku dolinie rzeki Paraná, tworząc tarasy. Moczary Iberá, rejon bagien i torfowisk, to zapadlisko pochodzenia wulkanicznego, zapełnione później osadami rzecznymi i produktami erozji.

## Gospodarka
Najważniejszą gałęzią gospodarki prowincji jest rolnictwo, skoncentrowane na uprawie cytrusów, ryżu, yerba mate, herbaty i bawełny. Przemysł drzewny korzysta z 1,400 km² lasów sosnowych i eukaliptusowych.
Hodowla bydła stanowi problem, ze względu na wysoką temperaturę i niską jakość trawy, zwłaszcza na północy prowincji. Z tego powodu hoduje się najczęściej bydło rasy brangus. Na północy można jednak znaleźć i inne odmiany. Tutejsze pogłowie liczy 4 miliony sztuk i jest wypasane na obszarze 70 000 km².
W całości gospodarki prowincji produkcja tytoniu stanowi 45%, żywności, w tym przetworzonej 30%, a wyrobów przemysłu odzieżowego 16% przychodów.
Na rzece Paraná, w pobliżu miasta Ituzaingó znajduje się hydroelektrownia Yaciretá, z wielką tamą, dostarczająca energię elektryczną na potrzeby prowincji oraz dla innych prowincji Argentyny i na eksport do Paragwaju.

## Podział administracyjny
Prowincja Corrientes dzieli się na 25 departamentów (departamentos):
Departament (Stolica)
1. Bella Vista (Bella Vista)
2. Berón de Astrada (Berón de Astrada)
3. Capital (Corrientes)
4. Concepción (Concepción)
5. Curuzú Cuatía (Curuzú Cuatiá)
6. Empedrado (Empedrado)
7. Esquina (Esquina)
8. General Alvear (Alvear)
9. General Paz (Nuestra Señora del Rosario de Caá Catí)
10. Goya (Goya)
11. Itatí (Itatí)
12. Ituzaingó (Ituzaingó)
13. Lavalle (Lavalle)
14. Mburucuyá (Mburucuyá)
15. Mercedes (Mercedes)
16. Monte Caseros (Monte Caseros)
17. Paso de los Libres (Paso de los Libres)
18. Saladas (Saladas)
19. San Cosme (San Cosme)
20. San Luis del Palmar (San Luis del Palmar)
21. San Martín (La Cruz)
22. San Miguel (San Miguel)
23. San Roque (San Roque)
24. Santo Tomé (Santo Tomé)
25. Sauce (Sauce)